# Relations entre la Malaisie et la Norvège
Les relations entre la Malaisie et la Norvège sont les relations extérieures entre la Malaisie et la Norvège.

## Histoire
Les deux pays coopèrent dans le commerce agricole. La Norvège est également en train d'établir un accord de libre-échange avec la Malaisie par le biais de l'Association européenne de libre-échange (AELE).
La Malaisie a un consulat à Oslo. La Norvège a une ambassade à Kuala Lumpur.
La Norvège fournit également à la Malaisie des équipements militaires et des services de défense.